# Anne La Berge

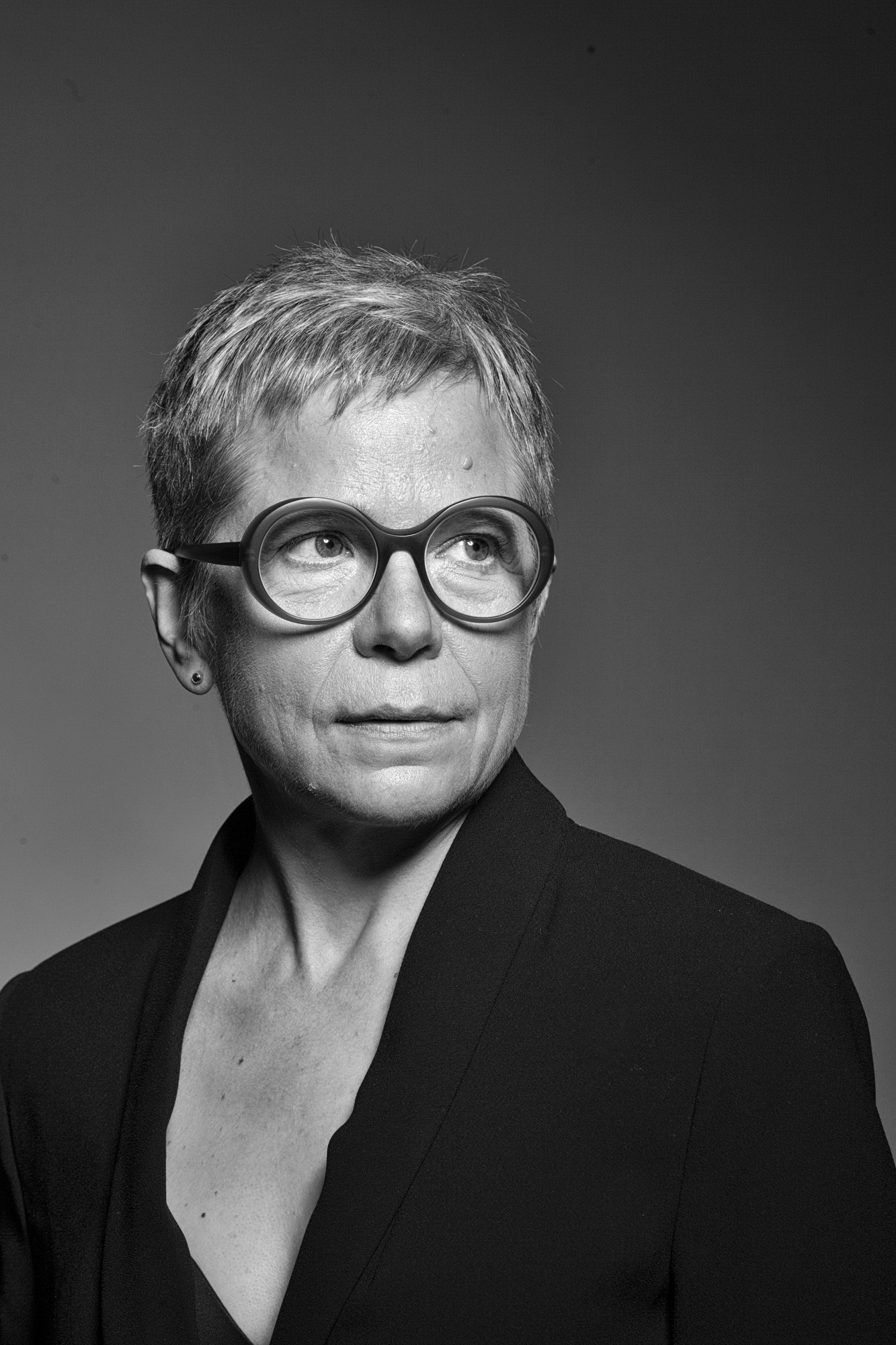
Anne La Berge (2017)

Anne La Berge (* 24. April 1955 in Palo Alto) ist eine amerikanische Flötistin und Komponistin, die vor allem in der improvisierten Musik bekannt geworden ist. Seit 1989 lebt sie in Amsterdam. 

## Leben
La Berge wuchs in Minnesota auf. Seit Ende der 1970er Jahre beschäftigt sie sich mit der Interpretation zeitgenössischer Kammermusik auf der Flöte, aber auch mit dem Einbezug interaktiver Computersysteme. Während ihres Promotionsstudiums an der University of California, San Diego in der Mitte der 1980er Jahre bildete sie ein Duo mit dem Flötisten John Fonville, das Kompositionen in Auftrag gab und erweiterte Techniken auf der Flöte erkundete, insbesondere in Hinsicht auf die Mikrotonalität.
In Amsterdam gründete sie 1999, gemeinsam mit Steve Heather und Cor Fuhler, die Improvisationsreihe Kraakgeluiden, die wöchentlich elektro-akustische Musik vorstellt. In den Jahren 2000 und 2001 tourte sie mit Gert-Jan Prins im Duo United Noise Toys durch Nordamerika. Ab 2006 arbeitete sie mit David La Berge zusammen, wobei Film, erzählende Stimmen und Musikperformance verschmolzen wurden.
Sie ist seit 2011 Mitglied bei Splendor, einem 50-köpfigen, experimentellen Musizier-Kollektiv mit eigenem Lokal in Amsterdam.
Seit 2016 lehrt Anne La Berge am Koninklijk Conservatorium Den Haag.

## Wirken
Ihre Werke als Komponistin wurden auf den Labeln New World Records, Z6 Records, Largo, Artifact, Etcetera, HatArt, Frog Peak, Einstein, X-OR, Unsounds, Canal Street, Rambo, esc.rec. und Data veröffentlicht. Sie nahm als Solistin, aber auch im Fonville/La Berge Duo, mit dem Ensemble Modern, im Duo United Noise Toys, Rasp/Hasp, dem Duo Bievre/La Berge, Apricot My Lady, dem Corkestra, mit Lucas Niggli Big ZOOM, MAZE, mit Lukas Simonis, mit Sam Pluta und mit Joe Williamson auf. Sie arbeitete auch mit ihrer Tochter, der Geigerin Diamanda La Berge Dramm.

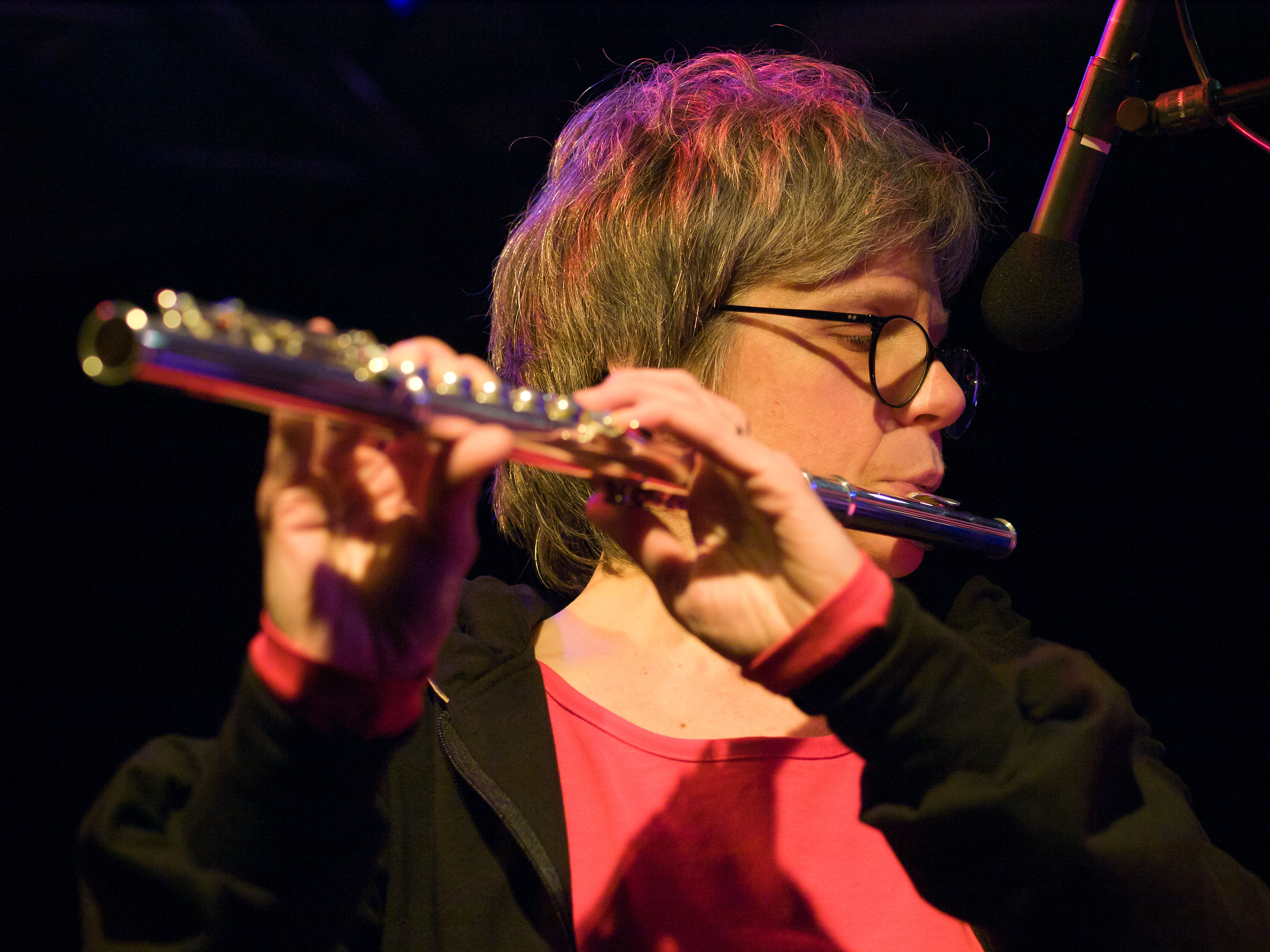
Anne La Berge (2015)

## Diskographie (Auswahl)
- T.On Plays La Berge | Greenstone | Pluta | Wooley. Impakt 2022. Mit Matthias Muche, Constantin Herzog, Etienne Nillesen
- Phil Maguire, Anna La Berge two cities. Verze 2020
- Ig Henneman, Jaimie Branch, Anne La Berge: Dropping Stuff and Other Folk Songs. Relative Pitch Records 2020
- Anne La Berge, David Dramm, Diamanda La Berge Dramm: Modern Genetics. Splendor Records 2019
- The Hum Unsounds 2015. Mit Joe Williamson.
- SPEAK  New World Records 2011. mit Cor Fuhler, Stephie Buttrich, Misha Myers, Josh Geffin, Amy Walker, Patrick Ozzard-Low.
- Rust Fungus Z6 Records 2010. Mit Lukas Simonis
- Newly Refurbished and Tussock Moth esc.rec., 2009. Mit Adam und Jonathan Bohman sowie Lukas Simonis.
- rasp/hasp Ramboy #19, 2004. Mit Jody Gilbert, Wilbert de Joode, Richard Barrett, Paul Lovens
- VerQuer Upala Records, 2004.
- Radio WORM WORMrec, 2004.
- Kraakgeluiden, 2003. unsounds 06.
- Flute Moments mit Theresa Beaman 1998. Laurel Records 857.
- United Noise Toys live in Utrecht '98. X-OR, 1998. Mit Gert-Jan Prins.
- John Cage: The Barton Workshop Plays John Cage.Etcetera Records 1992. Mit Krijn Van Arnhem, John Anderson, Jos Tieman, Marianne Schroeder, Jos Zwaanenburg, Tim Dowling und Robyn Schulkowsky